# Куршун
„Куршун“ (на турски: Kurşun, в превод Куршум) е османски вестник, излизал в Битоля, Османската империя.
Вестникът започва да излиза през пролетта на 1911 година. Има революционна насоченост. Вестникът е забранен и продължава да излиза под името „Ватан“.